# Lukáš Mensator
Lukáš Mensator (né le 18 août 1984 à Sokolov en Tchécoslovaquie) est un gardien de but tchèque de hockey sur glace.

## Biographie

### Carrière en club
Lukáš commence sa carrière avec les équipes U20 et U18 du HC Energie Karlovy Vary, puis se joint au HC Baník Sokolov lors d'un près, mais dès l'année suivante, il tente sa chance en Amérique du Nord dans la LHO avec les 67 d'Ottawa. Après 2 ans passés avec cette équipe, il retourne en République tchèque pour jouer à Karlovy Vary. Cependant pendant cette saison, il est prêté deux fois, l'une au IHC Písek et l'autre au BK Mladá Boleslav. L'année suivante est aussi marquée par un prêt au SK Kadan, mais le reste fut joué avec l'Energie. Les trois saisons qui suivent sont jouées entièrement avec son équipe qui l'a formé. Pendant la saison 2009-2010, il est prêté au Pirati Chomutov, mais depuis, il n'a joué qu'au HC Energie Karlovy Vary.

### Carrière internationale
Il représente la République tchèque au niveau international. Il a participé aux sélections jeunes.